# كوستا كولوندزيتش
كوستا كولوندزيتش (بالفرنسية: Kosta Kulundzic)‏ فنان صربي وفرنسي الجنسية. فنان صور العنف المعاصر واهتم بالنصوص المقدسة في نفس الوقت. عرضت أعماله في المغرب وفرنسا وألمانيا وبلجيكا والبوسنة والصين وكرواتيا والولايات المتحدة وإيطاليا وبولندا وصربيا وسلوفينيا وسويسرا وتركيا.

## طالع
قائمة الرسامين من صربيا